# قومية يمنية
 القومية اليمنية  هي الدعوة بضرورة توحيد الأقاليم اليمنية بناء على عوامل تاريخية وإثنية ولغوية وهي بين عدد قليل من القوميات في منطقة الشرق الأوسط بدعائم وأسس تاريخية قديمة. قامت الوحدة اليمنية بين الجمهورية العربية اليمنية وجمهورية اليمن الديمقراطية الشعبية على أساس هذه القومية التي بدأت أصوات منظريها تظهر بوضوح خلال ثورة 26 سبتمبر على أساس تمجيد التاريخ الطويل لبلاد اليمن ونجحت هذه القومية والبروباغندا المستخدمة في تخفيف حدة الاحتقان الطائفي والمناطقي إلا أن ظهرت الحركات الدينية بنهاية السبعينيات والتي أصبحت ماعُرف ب حزب كحزب التجمع اليمني للإصلاح. من المهم ملاحظة أن مصطلح القومية اليمنية (بالإنجليزية: Yemeni Nationalism)‏ لم يتداول إلا في الأوساط الأكاديمية الغربية وليس متداولا في الأوساط الثقافية ولا التعليمية في اليمن.